# Into the Woods (2014)
Into the Woods is een Amerikaanse musicalfilm uit 2014 onder regie van Rob Marshall, geproduceerd door Walt Disney Pictures. De film is gebaseerd op de Tony Award-winnende gelijknamige musical van Stephen Sondheim en bewerkt door James Lapine.
De film ging in wereldpremière op 8 december in het Ziegfeld Theatre in New York.

## Verhaal
De film speelt zich af in een klein dorpje aan de rand van het bos waar een mooie jongedame ("Assepoester"), een zorgeloze jongen ("Jaap en de Bonenstaak"), een hongerig meisje ("Roodkapje") en een bakker en zijn vrouw wonen. De bakker en zijn vrouw hebben een grote kinderwens die niet kan uitkomen door de vloek van een boze heks. De enige manier om de vloek te verbreken is door een drankje te maken met behulp van 4 voorwerpen, een kapmantel zo rood als bloed, een koe zo wit als melk, haar zo geel als koren en een muiltje zo puur als goud. Tijdens hun zoektocht naar de vier objecten komen ze in contact met verschillende sprookjesfiguren en hun verhalen waardoor de bekende "gebroeders Grimm"-verhalen op een unieke manier door elkaar worden geweven.

## Rolverdeling
| Acteur             | Personage                      |
| ------------------ | ------------------------------ |
| Meryl Streep       | De heks                        |
| Emily Blunt        | De bakkersvrouw                |
| James Corden       | De bakker                      |
| Anna Kendrick      | Assepoester                    |
| Chris Pine         | Assepoesters prins             |
| Johnny Depp        | De wolf                        |
| Lilla Crawford     | Roodkapje                      |
| Mackenzie Mauzy    | Rapunzel                       |
| Daniel Huttlestone | Jaap                           |
| Tracey Ullman      | Jaaps moeder                   |
| Christine Baranski | De stiefmoeder van Assepoester |
| Tammy Blanchard    | Florinda                       |
| Lucy Punch         | Lucinda                        |
| Billy Magnussen    | Rapunzels prins                |
| Annette Crosbie    | Roodkapje's grootmoeder        |
| Joanna Riding      | Assepoesters moeder            |

## Soundtrack
Alle muziek is geschreven door Stephen Sondheim.
| 1.                 | Prologue: Into the Woods        | Company of Into the Woods            | 14:35 |
| 2.                 | Cinderella at the Grave         | Joanna Riding                        | 1:41  |
| 3.                 | Hello, Little Girl              | Johnny Depp & Lilla Crawford         | 2:32  |
| 4.                 | Rapunzel's Song                 | Mackenzie Mauzy                      | 0:56  |
| 5.                 | The Cape as Red as Blood        | Stephen Sondheim                     | 0:42  |
| 6.                 | The Cow as White as Milk        | Emily Blunt & James Corden           | 0:30  |
| 7.                 | Magic Beans                     | Stephen Sondheim                     | 1:27  |
| 8.                 | Rapunzel's Hair                 | Stephen Sondheim                     | 1:24  |
| 9.                 | Granny's Cottage                | Stephen Sondheim                     | 1:37  |
| 10.                | I Know Things Now               | Lilla Crawford                       | 2:05  |
| 11.                | The Beanstalk Grows             | Stephen Sondheim                     | 2:05  |
| 12.                | Cinderella Runs                 | Stephen Sondheim                     | 0:54  |
| 13.                | A Very Nice Prince              | Anna Kendrick & Emily Blunt          | 1:32  |
| 14.                | Giants in the Sky               | Daniel Huttlestone                   | 2:27  |
| 15.                | Who Cares!                      | Stephen Sondheim                     | 0:31  |
| 16.                | Baker and Wife Part             | Stephen Sondheim                     | 0:34  |
| 17.                | Princes' Fanfare                | Stephen Sondheim                     | 0:17  |
| 18.                | Agony                           | Chris Pine & Billy Magnussen         | 2:33  |
| 19.                | The Forbidden Tower             | Stephen Sondheim                     | 2:20  |
| 20.                | May I Compare This Ear of Corn? | Christophe Beck                      | 1:44  |
| 21.                | It Takes Two                    | Emily Blunt & James Corden           | 2:31  |
| 22.                | Two Midnights Gone              | Stephen Sondheim                     | 0:35  |
| 23.                | One Day Left                    | Stephen Sondheim                     | 0:59  |
| 24.                | Stay With Me                    | Meryl Streep                         | 3:15  |
| 25.                | Jack Chops Down the Beanstalk   | Stephen Sondheim                     | 1:23  |
| 26.                | On the Steps of the Palace      | Anna Kendrick                        | 3:15  |
| 27.                | She Won't Go Far with One Shoe  | Stephen Sondheim                     | 0:59  |
| 28.                | Searching for Cinderella        | Stephen Sondheim                     | 1:06  |
| 29.                | Careful My Toe                  | Christine Baranski & Tammy Blanchard | 1:11  |
| 30.                | The Slipper Fits                | Stephen Sondheim                     | 1:13  |
| 31.                | Rapunzel's Tear                 | Stephen Sondheim                     | 1:20  |
| 32.                | This Cow is Covered with Flour  | Stephen Sondheim                     | 0:50  |
| 33.                | Almost Midnight                 | Stephen Sondheim                     | 1:08  |
| 34.                | The Witch's Transformation      | Stephen Sondheim                     | 1:35  |
| Totale duur: 59:37 |                                 |                                      |       |

| 35.                | Ever After (Instrumental)            | Stephen Sondheim                                                                  | 1:16 |
| 36.                | Back into the Woods                  | Stephen Sondheim                                                                  | 0:51 |
| 37.                | Find the Boy                         | Stephen Sondheim                                                                  | 1:32 |
| 38.                | Witch's Lament                       | Meryl Streep                                                                      | 1:16 |
| 39.                | Any Moment                           | Chris Pine and Emily Blunt                                                        | 1:42 |
| 40.                | Moments in the Woods                 | Emily Blunt                                                                       | 3:09 |
| 41.                | Your Fault                           | Daniel Huttlestone, James Corden, Lilla Crawford, Meryl Streep, and Anna Kendrick | 1:57 |
| 42.                | Last Midnight                        | Meryl Streep                                                                      | 3:35 |
| 43.                | No More (Instrumental)               | Stephen Sondheim                                                                  | 2:38 |
| 44.                | The Far Away Prince                  | Stephen Sondheim                                                                  | 1:06 |
| 45.                | No One is Alone                      | Anna Kendrick, James Corden, Lilla Crawford, and Daniel Huttlestone               | 2:59 |
| 46.                | The Giant Attack                     | Stephen Sondheim                                                                  | 2:13 |
| 47.                | Finale/Children Will Listen (Part 1) | James Corden, Emily Blunt, Meryl Streep, and Cast                                 | 3:32 |
| 48.                | Finale/Children Will Listen (Part 2) | Company                                                                           | 1:46 |
| 49.                | Stay With Me (Instrumental)          | Stephen Sondheim                                                                  | 2:39 |
| 50.                | Last Midnight (Instrumental)         | Stephen Sondheim                                                                  | 3:47 |
| Totale duur: 36:00 |                                      |                                                                                   |      |

| 1.                 | Prologue: Into the Woods             | Company of Into the Woods                                                         | 14:35 |
| 2.                 | Cinderella at the Grave              | Joanna Riding                                                                     | 1:41  |
| 3.                 | Hello, Little Girl                   | Johnny Depp and Lilla Crawford                                                    | 2:32  |
| 4.                 | I Know Things Now                    | Lilla Crawford                                                                    | 2:05  |
| 5.                 | A Very Nice Prince                   | Anna Kendrick and Emily Blunt                                                     | 1:30  |
| 6.                 | Giants in the Sky                    | Daniel Huttlestone                                                                | 2:26  |
| 7.                 | Agony                                | Chris Pine and Billy Magnussen                                                    | 2:32  |
| 8.                 | It Takes Two                         | Emily Blunt and James Corden                                                      | 2:30  |
| 9.                 | Stay With Me                         | Meryl Streep                                                                      | 3:14  |
| 10.                | On the Steps of the Palace           | Anna Kendrick                                                                     | 3:14  |
| 11.                | Careful My Toe                       | Christine Baranski, Tammy Blanchard, and Lucy Punch                               | 1:11  |
| 12.                | Ever After (Instrumental)            | Stephen Sondheim                                                                  | 1:16  |
| 13.                | Witch's Lament                       | Meryl Streep                                                                      | 1:15  |
| 14.                | Any Moment                           | Chris Pine and Emily Blunt                                                        | 1:41  |
| 15.                | Moments in the Woods                 | Emily Blunt                                                                       | 3:08  |
| 16.                | Your Fault                           | Daniel Huttlestone, James Corden, Lilla Crawford, Meryl Streep, and Anna Kendrick | 1:57  |
| 17.                | Last Midnight                        | Meryl Streep                                                                      | 3:35  |
| 18.                | No One is Alone                      | Anna Kendrick, James Corden, Lilla Crawford, and Daniel Huttlestone               | 2:58  |
| 19.                | Finale/Children Will Listen (Part 1) | James Corden, Emily Blunt, Meryl Streep, and Cast                                 | 3:31  |
| 20.                | Finale/Children Will Listen (Part 2) | Company                                                                           | 1:43  |
| Totale duur: 58:34 |                                      |                                                                                   |       |

| 1.                 | Prologue: Into the Woods (Instrumental)             | Stephen Sondheim | 14:29 |
| 2.                 | Cinderella at the Grave (Instrumental)              | Stephen Sondheim | 1:41  |
| 3.                 | Hello, Little Girl (Instrumental)                   | Stephen Sondheim | 2:30  |
| 4.                 | I Know Things Now (Instrumental)                    | Stephen Sondheim | 2:05  |
| 5.                 | A Very Nice Prince (Instrumental)                   | Stephen Sondheim | 1:30  |
| 6.                 | Giants in the Sky (Instrumental)                    | Stephen Sondheim | 2:27  |
| 7.                 | Agony (Instrumental)                                | Stephen Sondheim | 2:30  |
| 8.                 | It Takes Two (Instrumental)                         | Stephen Sondheim | 2:30  |
| 9.                 | Stay With Me (Instrumental)                         | Stephen Sondheim | 3:14  |
| 10.                | On the Steps of the Palace (Instrumental)           | Stephen Sondheim | 3:14  |
| 11.                | Careful My Toe (Instrumental)                       | Stephen Sondheim | 1:11  |
| 12.                | Witch's Lament (Instrumental)                       | Stephen Sondheim | 1:14  |
| 13.                | Any Moment (Instrumental)                           | Stephen Sondheim | 1:40  |
| 14.                | Moments in the Woods (Instrumental)                 | Stephen Sondheim | 3:07  |
| 15.                | Your Fault (Instrumental)                           | Stephen Sondheim | 1:57  |
| 16.                | Last Midnight (Instrumental)                        | Stephen Sondheim | 3:33  |
| 17.                | No One is Alone (Instrumental)                      | Stephen Sondheim | 2:58  |
| 18.                | Finale/Children Will Listen (Part 1) (Instrumental) | Stephen Sondheim | 3:31  |
| 19.                | Finale/Children Will Listen (Part 2) (Instrumental) | Stephen Sondheim | 1:45  |
| Totale duur: 55:52 |                                                     |                  |       |

## Prijzen en nominaties
| Jaar                | Prijs                                          | Categorie                 | Genomineerde(n) | Uitslag  |
| ------------------- | ---------------------------------------------- | ------------------------- | --------------- | -------- |
| 2015                |                                                |                           |                 |          |
| Golden Globe Awards | Beste komische of muzikale film                | Into the Woods            | Genomineerd     |          |
| Golden Globe Awards | Beste actrice in een komische of muzikale film | Emily Blunt               | Genomineerd     |          |
| Golden Globe Awards | Beste vrouwelijke bijrol                       | Meryl Streep              | Genomineerd     |          |
| 2014                | American Film Institute                        | Top Ten Films of the Year | Into the Woods  | Gewonnen |